# Estispicina
L'estispicina (ma anche extispicina o epatoscopia o ieromanzia) è una pratica divinatoria. Consiste nell'analisi delle interiora degli animali sacrificati (soprattutto caprini e volatili).
Questa pratica, parallela all'interpretazione del volo degli uccelli e delle scie luminose dei fulmini o altri presagi, era rivolta a scoprire il volere delle divinità e spesso faceva parte di un rituale che i Romani chiamavano extispĭcĭum. Il sacerdote romano che praticava l'epatoscopia era chiamato extispex.

## Storia dell'estispicina

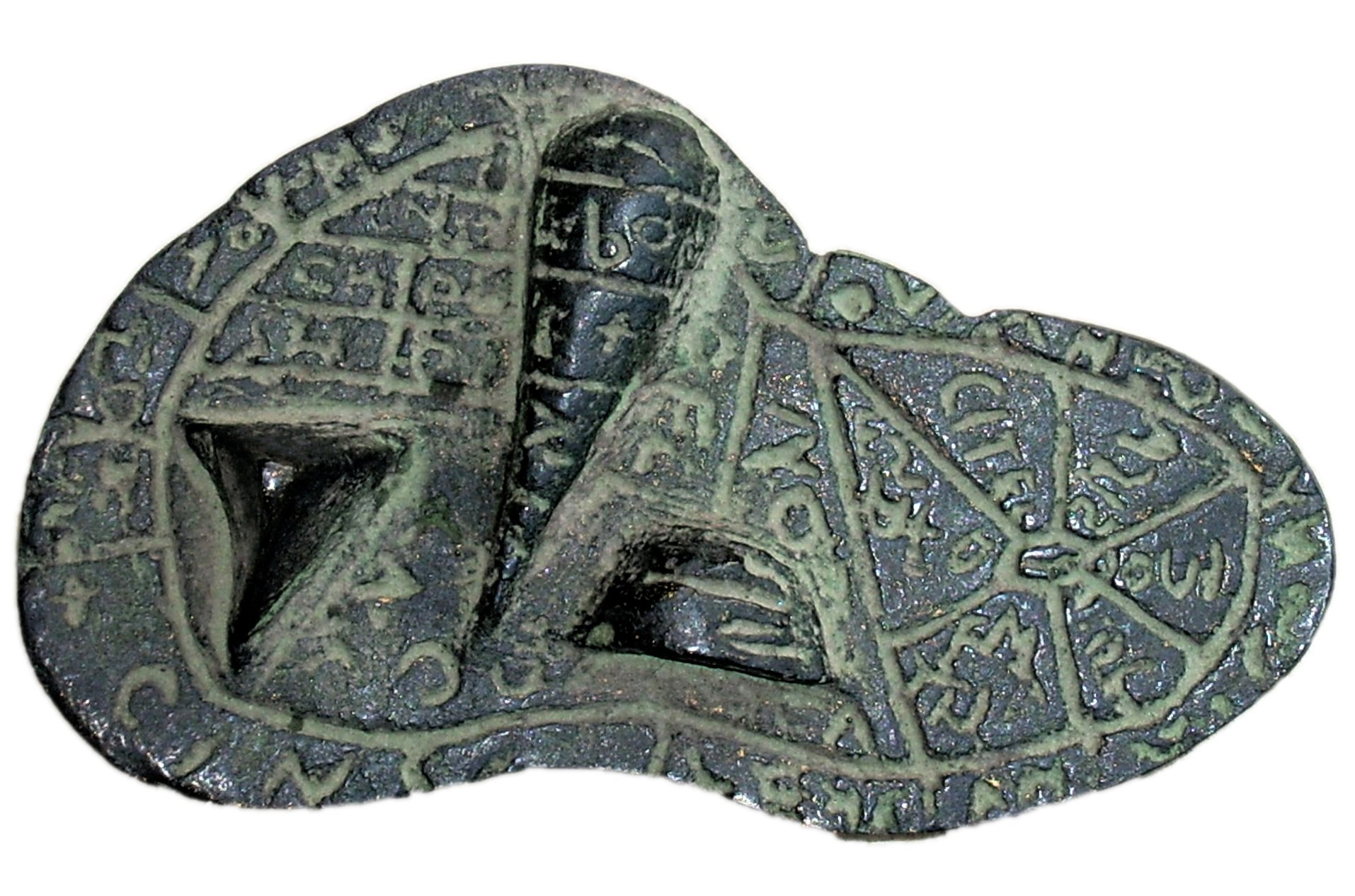
Modello in bronzo del fegato di un montone, risalente all'incirca al 100 a.C., con incisioni etrusche trovato a Piacenza.

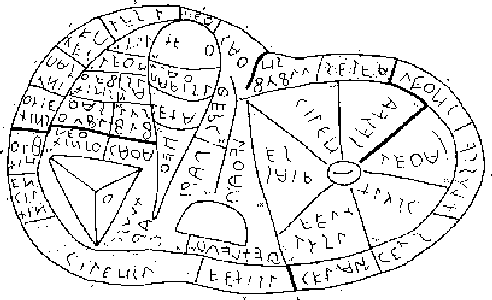
Trascrizione delle incisioni

Le origini dell'estispicina sono incerte. Già nel 3000 a.C. i Babilonesi la praticavano ispezionando le interiora di capi di bestiame, per lo più caprini con particolari caratteristiche somatiche. L'estispicina divenne tra i Babilonesi di particolare complessità. Il fegato era considerato il luogo d'origine del sangue e, pertanto, della vita stessa. I sacerdoti, chiamati bārû, rivolgevano l'indagine, oltre al fegato, anche ai lobi, alla cistifellea, all'appendice, alla dimensione e alla dislocazione degli organi. Se la cistifellea era ingrossata dal lato destro, ciò poteva essere segno di un futuro incremento della potenza militare del sovrano; se era ingrossata dal lato sinistro, poteva predire una imminente vittoria dei nemici. Altri segni erano tratti dalla misura del condotto biliare il quale, se molto lungo, poteva lasciare prevedere una lunga vita per chi avesse richiesto il rito divinatorio e altri significati ancora venivano riconosciuti dalla presenza o dall'assenza di calcoli (calcolosi).
L'arte divinatoria ebbe particolare successo e si diffuse da Babilonia fino in Grecia e alla penisola italica. Oltre che tra i Greci, in Italia era diffusa tra gli Etruschi, i Romani e gli antichi Umbri. Nel 1887 venne scoperto a Piacenza un modello in bronzo del fegato di un montone, risalente all'incirca al 100 a.C., contenente svariate incisioni tracciate con il bulino riguardanti i nomi di una quarantina di divinità; tale modello rappresenta al tempo stesso la struttura del mondo e la distribuzione del pantheon secondo la visione etrusca. Un secondo modello fu scoperto tra il 1887 e il 1888 a Civita Castellana, noto oggi come fegato di Falerii.
Sempre secondo gli Etruschi, il padre della ieromanzia fu Tagete, un fanciullo nato dal solco di un campo nei pressi del fiume Marta, a Tarquinia.
L'arte dell'estispicina giunse a un notevole grado di raffinatezza nella cultura etrusca e il rito era particolarmente sentito dalla popolazione, sempre numeroso in questo tipo di celebrazioni (spesso drammatiche o spettacolari). Il rito era segnato da alcune tappe fondamentali. Colui che praticava l'estispicio, in genere un iniziato o divinatore, sceglieva il capro (di norma un montone) e procedeva alla sua uccisione. Oltre all'esame del fegato e delle viscere, importante era anche il comportamento della bestia durante il sacrificio, la quantità di sangue fuoriuscito e il tempo per spirare: anche questi, infatti, erano interpretati come segni della volontà divina, che si manifestava attraverso l'animale sacrificato (arte aruspicina). Dopo un'accurata ispezione (a cui potevano partecipare più divinatori), la creatura veniva arsa su un altare per poterne trarre gli ultimi auspici a seconda del colore della fiamma sacrificale (empiromanzia) e del fumo liberato dalla combustione (capnomanzia).
Anche gli ebrei conobbero l'estispicina e più brani dell'Antico testamento della Bibbia ne fanno riferimento, come ad esempio il Libro della Genesi XLIV, 5,12 in cui è narrato di una coppa per la divinazione appartenente a Giuseppe trovata nel sacco di Beniamino; nel libro dei Numeri XXII, 7, dove si racconta che gli anziani di Moab e Midian si recarono da Balaam con i resti del rito divinatorio nelle loro mani; infine nel libro del profeta Ezechiele, XXI, 26 quando il re di Babilonia in piedi "osservò il fegato" (epatoscopia).
Tra i Romani, Filostrato racconta del processo ad Apollonio di Tiana, accusato di estispicina umana (antropomanzia) per aver sacrificato un ragazzo in una pratica magica contro l'imperatore. Non di rado l'estispicina veniva praticata prima della partenza per la guerra o di una battaglia. La letteratura antica è ricca di tali episodi e testimonia la grande importanza data alla consultazione delle viscere in campo divinatorio. Molta importanza ebbe l'estispicina nella storia della medicina, avendo dato il primo impulso alla costruzione di modelli anatomici di animali. La pratica andò in disuso o venne vietata con l'affermarsi del Cristianesimo.